# Black Earth (Arch Enemy)
Black earth (1996) is het eerste album van de Zweedse deathmetalband Arch Enemy.

## Inhoud
1. Bury Me An Angel
2. Dark Insanity
3. Eureka
4. Idolatress
5. Cosmic Retribution
6. Demoniality
7. Transmigration Macabre
8. Time Capsule
9. Fields Of Desolation
10. Losing Faith
11. The Ides Of March